# Manhunt International 2010
Manhunt International 2010 là cuộc thi Manhunt International lần thứ mười bốn được tổ chức tại Đài Trung, Đài Loan vào ngày 20 tháng 11 năm 2010. Peter Meňky đến từ Slovakia đăng quang ngôi vị Manhunt International.

## Kết quả
| Hạng                       | Thí sinh |
| -------------------------- | --- |
| Manhunt International 2010 | - Slovakia – Peter Meňky |
| Á vương 1                  | - Gibraltar – Bogdan Brasoveanu |
| Á vương 2                  | - Brasil – Marlon de Gregori |
| Á vương 3                  | - Hoa Kỳ – Daniel Guerra |
| Á vương 4                  | - Đài Loan – Jerry Chang |
| Top 16                     | - Ấn Độ – Ahran Chaudhary - Bosna và Hercegovina – Voljen Gubeljić - Indonesia – Obert Sharon - Liban – Mrad Mouawad - Nam Phi – Jacques Fagan - Panama – Enrique Lukowsky - Singapore – Jovin Koh - Thổ Nhĩ Kỳ – Yahya Demir - Thụy Điển – Calle Eriksson - Trung Quốc – Wang Zichao - Venezuela – Henry Bolivar |

Giải thưởng đặc biệt
| Giải thưởng             | Thí sinh |
| ----------------------- | --- |
| Mr. Physique            | - Singapore – Jovin Koh                                                                                             |
| Mr. Friendship          | - Hàn Quốc – Park Hyun Woo                                                                                          |
| Mr. Photogenic          | - Slovakia – Peter Meňky                                                                                            |
| Mr. Internet Popularity | - Ấn Độ – Ahran Chaudhary                                                                                           |
| Mr. Personality         | - Anh – Vaughan Bailey                                                                                              |
| Best Runway Model       | - Gibraltar – Bogdan Brasoveanu                                                                                     |
| Mr. Alishan             | - Nicaragua – William Rodriguez                                                                                     |
| Best National Costume   | Winner - Trung Quốc – Wang Zichao 1st Runner-up - Indonesia – Obert Sharon 2nd Runner-up - Bolivia – Sergio Bascope |

## Các thí sinh
50 thí sinh dự thi.
| Quốc gia/vùng lãnh thổ | Thí sinh                   |
| ---------------------- | -------------------------- |
| Anh                    | Vaughan Bailey             |
| Ấn Độ                  | Ahran Chaudhary            |
| Ba Lan                 | Mariusz Dobosz             |
| Bỉ                     | Bram Demeyere              |
| Bolivia                | Sergio Bascope             |
| Bosna và Hercegovina   | Voljen Gubeljic            |
| Brasil                 | Marlon de Gregori          |
| Canada                 | Dax Gramuglia              |
| Colombia               | Juan Felipe Quiroz Vargas  |
| Costa Rica             | Juan Pablo Brenes          |
| Cuba                   | Yoan Gonzalez              |
| Đan Mạch               | Kristian Greiff            |
| Đài Loan               | Jerry Chaung               |
| Đức                    | Marco Beer                 |
| Gibraltar              | Bogdan Brasoveanu          |
| Hawaii                 | Kash Kiefer                |
| Hàn Quốc               | Park Hyun Woo              |
| Hoa Kỳ                 | Daniel Guerra              |
| Hồng Kông              | Zhang Zhaoyu               |
| Hy Lạp                 | Apostolos Ntokos           |
| Indonesia              | Obert Sharon Christian Tan |
| Iran                   | Mohammad Mehdi Rokni       |
| Latvia                 | Janis Verners              |
| Liban                  | Mrad Mouawad               |
| Ma Cao                 | Xie PengJu                 |
| Malaysia               | Tim Ang Sau Fong           |
| Malta                  | Tyrone Laudi               |
| Mông Cổ                | Dulguun Gantumur           |
| Nam Phi                | Jacques Fagan              |
| Nepal                  | Kanij Koirala              |
| Nhật Bản               | Yudai Kawano               |
| Nicaragua              | William Rodriguez          |
| Pakistan               | Muhammad Abrar Khan        |
| Panamá                 | Enrique Lukowsky           |
| Philippines            | Carlo Morris Galang        |
| Puerto Rico            | Joel Rod                   |
| Serbia                 | Milovan Durovic            |
| Séc                    | Jan Hájek                  |
| Singapore              | Jovin Koh                  |
| Slovakia               | Peter Meňky                |
| Sri Lanka              | Leen Alexander             |
| Tanzania               | Mario Mohammed Mpingirwa   |
| Tây Ban Nha            | Antonio Million            |
| Thái Lan               | Nathakorm Srivichai        |
| Thổ Nhĩ Kỳ             | Yahya Demir                |
| Thụy Điển              | Calle Eriksson             |
| Trung Quốc             | Wang Zichao                |
| Úc                     | Stephen Musca              |
| Venezuela              | Henry Bolivar Perez        |
| Việt Nam               | Hoàng Gia Ngọc             |